# MC内郷丸
MC内郷丸（エムシー・ウチゴウマル、1989年9月7日 - ）は、日本の男性ヒップホップMC、歌手。神奈川県出身。

## 略歴
麻布中学校・高等学校出身。高校時代にギターロックに目覚め軽音楽部に所属。その後、横浜市立大学在学中にアイドル楽曲に傾倒し、様々なジャンルの音楽に触れる中でHIP HOPと出会う。
就職活動もせずに迎えた大学7年生の春、最後の頼みの綱であった公務員試験に落ち、その時の思いをリリックに込めたオリジナルラップを発表したことを機に、MCバトルやライブ活動を開始する。

## 人物
ラップのフリースタイルの腕を競うMCバトルを得意とし、第1回、第2回社会人ラップ選手権に連続して出場、第2回では決勝ラウンドに進出。ファン向けのコミュニティサイトでは「今日のワンバース」と称して、見た映画や聴いた音楽の感想、日々の雑感などをフリースタイルラップという形で配信している。
幼少期よりピアノを習っていた他、高校時代は軽音楽部に所属しギターを担当した経験もあり、現在も一部の楽曲においてトラックメイクは自ら行っている。
大学在学中より傾倒しているアイドル楽曲については、特にAKB48グループ、BiSHなどを好んで聴き、現在でもライブに足を運ぶことがある。

## ライブ出演
- 2016年9月4日「第2回 社会人ラップ選手権」(新木場・1stRING)[1]
- 2016年10月29日「alt full city」(BRÜCKE)[2]